# Otto Strasser
Otto Johann Maximilian Strasser (Bad Windsheim, Reino de Baviera, Imperio Alemán; 10 de septiembre de 1897 - Múnich, Alemania Occidental; 27 de agosto de 1974) fue un militar y político alemán de la llamada «ala izquierda» del NSDAP. Propugnaba una revolución nacionalsocialista y anticapitalista con factores socialistas estatalizantes. Fue hermano del también político nazi Gregor Strasser, asesinado en la Noche de los Cuchillos Largos.

## Biografía

### Primeros años
Otto Strasser fue el tercero de cinco hijos del abogado y funcionario bávaro Peter Strasser (1855-1928) y su esposa Pauline Strobel (1873-1943).
En agosto de 1914, se unió al Ejército de Baviera para luchar en la Primera Guerra Mundial.
En noviembre de 1917 recibió la Cruz de Hierro de Primera Clase.
Cuando estaba en el ejército, fue apodado «el teniente rojo» porque estaba suscrito a una revista socialdemócrata.
En 1919, junto con su hermano Gregor Strasser, participó en la represión contra la República Soviética de Baviera, como miembro del Freikorps Epp, y fue a Berlín a estudiar economía.
Probablemente entre 1919 y 1920, se unió al Partido Socialdemócrata Alemán.
Entre el 14 y el 17 de marzo de 1920 luchó contra el golpe de Estado de Kapp.
Aún en 1920, se retiró del Partido Socialdemócrata de Alemania por oponerse al comportamiento de la dirección del Partido Socialdemócrata en relación con el incumplimiento del Acuerdo de Bielefeld (que resultó en el aplastamiento del Ejército Rojo del Ruhr entre finales de marzo y principios de abril de 1920).
En 1921, después de completar su Doctorado en Ciencias Políticas en la Universidad de Würzburg, comenzó a trabajar en el Ministerio de Agricultura del Reich en Berlín como asistente oficial, donde permaneció hasta 1922 o 1923 y luego empezó a trabajar en el sector privado.

### Militancia en el Partido Nacionalsocialista Obrero Alemán
El 20 de noviembre de 1925, se afilió al Partido Nacionalsocialista Obrero Alemán (NSDAP), donde junto con su hermano encabezaría el ala izquierdista» del partido. Los hermanos Strasser tuvieron una fuerte influencia en el NSDAP de Berlín, que tenía un perfil ideológico diferente al del NSDAP del sur de Alemania, que estaba más en sintonía con las ideas de Adolf Hitler.
El ala izquierda del NSDAP:
- abogó por la adopción de posiciones anticapitalistas y social-revolucionarias;
- apoyó las huelgas de los sindicatos socialdemócratas;
- abogó por una alianza de Alemania con la Unión Soviética;
- era antimarxista, ya que entendía que tanto el marxismo, como el capitalismo eran variaciones del liberalismo; y
- se opuso a las posiciones de Hitler que solo combatían al marxismo, pero se aliaban con la burguesía nacional de derecha (Partido Nacional del Pueblo Alemán).[6]

El 1 de marzo de 1926, Strasser asumió la dirección de la editorial Kampfverlag, que había sido fundada por su hermano. Esta editora era la portavoz del ala izquierda del NSDAP.
A fines de la década de 1920, se intensificaron los conflictos entre los hermanos Strasser y la dirección del partido. El 22 de mayo de 1930, Hitler hizo una oferta para comprar la Kampfverlag, que Otto no aceptó. En represalia, varios simpatizantes de los hermanos Strasser fueron destituidos de sus cargos en el NSDAP. Insatisfecho, el 4 de julio de 1930 Otto abandonó el NSDAP, publicando el panfleto Die Sozialisten verlassen die NSDAP (Los socialistas dejan el NSDAP). En ese panfleto, Otto criticó, entre otras cosas, la falta de apoyo del nacionalsocialismo a Mahatma Gandhi y la lucha por la independencia de la India.
Por otro lado, su hermano Gregor prefirió permanecer dentro del partido y continuar con la lucha interna. Gregor prefirió distanciarse públicamente de Otto y asegurarle a Hitler su total lealtad.
En septiembre de 1931, Otto fundó el Kampfgemeinschaft Revolutionärer Nationalsozialisten (Grupo de Combate de Nacionalsocialistas Revolucionarios) (KGRNS) con algunos partidarios, incluido Bruno Ernst Buchrucker. Después de eso, trató de ganarse a los nacionalsocialistas y miembros descontentos y simpatizantes del Partido Comunista de Alemania, y también apareció en eventos de discusión de los anarquistas.

### Exilio
El 15 de febrero de 1933, dos semanas después de que los nazis tomaran el poder, el nuevo gobierno prohibió el KGRNS. Inmediatamente, Otto emigró a Austria y luego se fue a Praga (Checoslovaquia), donde la protección policial lo ayudó a sobrevivir a varios intentos de asesinato por parte de la Gestapo.
Hasta finales de 1933, Otto se mantuvo en contacto con Rudolf Küstermeier y otros miembros del grupo de resistencia socialista de izquierda: "Roter Stosstrupp" (Escuadrón Rojo de Asalto).
El 30 de junio de 1934, su hermano Gregor fue asesinado durante la noche de los cuchillos largos.
El 3 de noviembre de 1934 fue privado de la ciudadanía alemana.
En Praga dirigió el Frente Negro, que publicaba periódicos y panfletos y operaba una estación de radio clandestina de onda corta.
El 25 de enero de 1935, el transmisor fue destruido por un ataque terrorista organizado por el Sicherheitsdienst des Reichsführers (SS). Otto fue juzgado por operar una estación de radio ilegal y sentenciado a medio año de prisión, pero no tuvo que cumplir la sentencia debido a la intervención de la ministra de Justicia de Checoslovaquia.
También en enero de 1935, Otto envió a su esposa embarazada y a su hija de tres años a la isla griega de Samos, donde, el 25 de mayo, nació su hijo Gregor, llamado así en honor a su hermano que había sido asesinado.
En 1938, Otto, junto con Kurt Hiller, publicó la Declaración de Praga, un manifiesto nacional-revolucionario que hablaba en contra de Hitler y a favor de una nueva Alemania.
En el otoño de 1938, Otto emigró a Suiza, donde su familia había vivido desde mediados de 1935. En Suiza continuó siendo perseguido por la Gestapo, y la policía suiza impidió al menos dos intentos de asesinato.
En 1939, fue acusado de haber participado en el intento de asesinato de Adolf Hitler, que fue llevado a cabo por Georg Elser. En este contexto, emigró a Portugal, donde se fue a vivir, con la ayuda de su hermano Paul (1895-1981), escondido en un monasterio benedictino, pero su familia siguió viviendo en Suiza. 
En 1940, publicó, en francés, sus memorias de luchas entre facciones dentro del partido nazi antes de 1933: Hitler et moi (Hitler y yo). Más tarde (1948), las publicó en alemán bajo el título Hitler und ich.
Entre 1940 y 1946 mantuvo una relación con la germano-española Margarita Senger, esposa del ministro de Sanidad del gobierno de la Segunda República Española, Juan Planelles Ripoll, huido a la Unión Soviética.
En 1941, con la ayuda de agentes británicos, emigró a Canadá.
En Canadá, Otto continuó con la campaña contra el NSDAP a través de libros, revistas y volantes. Además de denunciar a Hitler ante el público en el extranjero, Otto intentó que sus publicaciones circularan clandestinamente en Alemania. Siguió defendiendo el modelo político de un socialismo de base nacional (según el ensayo Aufbau des Deutschen Sozialismus publicado en 1932 y complementado en 1936) y acusando a Hitler de traicionar al verdadero nacionalsocialismo y denunciando los asesinatos durante la Noche de los Cuchillos Largos, especialmente la de su hermano Gregor. Fundó el "Movimiento Alemán Libre", que pretendía promover la lucha armada contra el régimen nazi desde los exiliados y los alemanes residentes en el extranjero.

### Regreso a Alemania
Después de la guerra disolvió el «Movimiento Alemán Libre» y en 1948 fundó la «Bund für Deutschlands Erneuerung» (Liga para la Renovación de Alemania), que abogó por un retorno a los valores cristianos y un parlamento profesional.
En noviembre de 1954, luego de una larga batalla legal, obtuvo el derecho a regresar a Alemania, por decisión del Bundesverwaltungsgericht (Tribunal Administrativo Federal Alemán) y, solamente el 16 de marzo de 1955, regresó a suelo alemán.
Trató de reingresar a las actividades políticas a través de la Unión Social Alemana, que se opuso a la influencia estadounidense en Alemania Occidental, pero el partido no obtuvo mucha adhesión y se disolvió.
En 1962 escribió un resumen de sus actividades políticas bajo el título: Faschismus (Fascismo). En este libro describió las visiones del mundo de Hitler y Mussolini y contrastó su propia visión del socialismo con el fascismo.
En 1969, publicó su propia versión de Mein Kampf (con un prefacio de Gerhard Zwerenz). Este libro se comercializó como una autobiografía.
En 1971, realizó una gira de conferencias por los Estados Unidos, donde habló ante un total de 10.000 personas y encontró un gran interés en los medios.
En 1973 se casó con Hilde-Renate Möller, con quien vivía desde hacía algunos años.

## Influencia posterior
Su ideología, conocida como strasserismo, sigue influyendo en los movimientos radicales neonazis y nacionalistas que claman por la nacionalización de la industria y la banca, así como el reparto de las tierras entre los pobres y trabajadores. Se le atribuyen influencias en el llamado nacional-anarquismo, en el nacional-bolchevismo y en Nick Griffin y el grupo American Strasserite.

## Obras
- Entwicklung und Bedeutung der deutschen Zuckerrübensamenzucht (Desarrollo e importancia del mejoramiento de semillas de remolacha azucarera alemana) o. O.O. J. DNB 571267017 (disertación de ciencias jurídicas y políticas Universidad de Würzburg 1921, 92 páginas);
- Aufbau des deutschen Sozialismus (Construcción del socialismo alemán). Wolfgang-Richard-Lindner-Verlag, Leipzig 1932;
- Die deutsche Bartholomäusnacht. Reso-Verlag,[29] Zürich 1935;
- Wohin treibt Hitler? Darstellung der Lage und Entwicklung des Hitlersystems in den Jahren 1935 und 1936 (¿Hacia dónde va Hitler? Presentación de la situación y desarrollo del sistema hitleriano en los años 1935 y 1936). Verlag Heinrich Grunov, Praga I 1936;
- Hitler tritt auf der Stelle. Oxford gegen Staats-Totalität. Berlin – Rom - Tokyo. Neue Tonart in Wien. NSDAP-Kehraus in Brasilien. (Hitler pisa el terreno. Oxford v. Totality of the State Berlín – Roma – Tokio Nueva llave en Viena Casa del NSDAP ordenada en Brasil). Die dritte Delantero VOL. 6. Grunov, Praga 1937;
- Kommt es zum Krieg? (¿Ir a la guerra?) (Serie de publicaciones periódicas de la "Deutschen Revolution", Vol 3), Grunov, Praga 1937.
- Europa von morgen. Das Ziel Masaryks (La Europa del mañana. El gol de Masaryk). En: Weltwoche, Zürich 1939;
- Hitler und Ich (Hitler y yo) (Asmus-Bücher, vol 9). Johannes-Asmus-Verlag, Constanza 1948.
- Der Faschismus. Geschichte und Gefahr (Fascismo. Historia y Peligro) (Politische Studien, Vol 3). Olzog, München (ua) 1965.
- Mein Kampf. Eine politische Autobiographie (Mi lucha - una autobiografía política) (= Streit-Zeit-Bücher, Vol 3). Heinrich Heine Verlag, Fráncfort del Meno 1969.